# 米凯莱·蒂托
米凯莱·蒂托（義大利語：Michele Tito，1920年6月18日—1968年7月10日），意大利男子田径运动员，主攻短跑。他曾代表意大利参加1948年夏季奥林匹克运动会田径比赛，获得男子4×100米接力铜牌。